# عبد الله الدوري
عبد الله الدوري (ولد في 13 ديسمبر 1998)هو سباح عراقي تنافس في سباق 50 متر فراشة في بطولة العالم للألعاب المائية 2017.